# Pałac w Bronowie (powiat górowski)
Pałac w Bronowie – zabytkowy pałac w Bronowie – wsi w Polsce, w województwie dolnośląskim, w powiecie górowskim, w gminie Góra.

## Historia
Pałac wzniesiony pod koniec XIX w. W 1892 obiekt kupił rotmistrz Alexander von Winterfeldt, żonaty z Elsą von Gossler. Nad wejściem kartusz z herbem właściciela von Winterfeldt. Zabytek jest częścią zespołu pałacowego, w skład którego wchodzą jeszcze: 
- park,
- dwie obory,
- stodoła,
- gorzelnia.

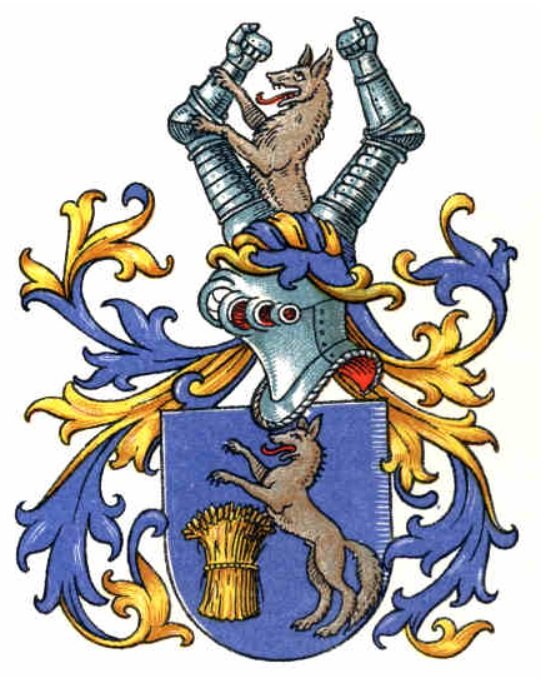
Herb von Winterfeldt